# Eduard Künneke
Eduard Künneke (ur. 27 stycznia 1885 w Emmerich am Rhein, zm. 27 października 1953 w Berlinie) – niemiecki kompozytor.

## Życiorys
Studiował w Hochschule für Musik w Berlinie, następnie był uczniem Maxa Brucha w Königliche Akademie für Musik. Po ukończeniu studiów początkowo udzielał lekcji gry na fortepianie i kierował nagraniami wokalnymi w wytwórniach płytowych, założył też męskie towarzystwo śpiewacze w Poczdamie. Był chórmistrzem kierowanego przez Maxa Reinhardta Neues Operettentheater am Schiffbauerdamm (1907–1909) i kierownikiem teatru dworskiego w Mannheimie (1909–1911). W tym czasie pisał muzykę do sztuk teatralnych, m.in. Calderóna i Goethego. W 1911 roku został zatrudniony jako kapelmistrz i kompozytor w berlińskim Deutsches Theater, od 1916 roku był natomiast kapelmistrzem Friedrich-Wilhelmstadtisches Theater.
Początkowo bezskutecznie próbował swoich sił jako twórca oper. Później zwrócił się w stronę operetki, odnosząc na tym polu sukces. Największą popularność wśród publiczności zdobyły sobie jego operetki wystawiane w latach 20. XX wieku w Berlinie. W 1925 roku bez większego sukcesu próbował wystawić musicale na Broadwayu. Po II wojnie światowej próbował podjąć trasy koncertowe po Europie, jednak ze względu na zły stan zdrowia musiał porzucić ten zamiar. Przez wiele lat przyjaźnił się z dyrygentem Franzem Marszalkiem, który był propagatorem twórczości Künnekego i po 1945 roku dokonał nagrań płytowych wielu jego operetek.
Był reprezentantem tzw. operetki berlińskiej, wykazywał predylekcję do wielkich finałów i scen ansamblowych. Posługiwał się tradycyjnym językiem dźwiękowym, nie wykazując zainteresowania nowymi trendami harmonicznymi i aranżacyjnymi. Oprócz operetek skomponował także uwerturę, koncert fortepianowy i inne utwory instrumentalne, pisał też utwory fortepianowe i muzykę do filmów.

## Twórczość
(na podstawie materiałów źródłowych)

### Opery
- Die Marmorfrau (nie wystawiona)
- Robins Ende (wyst. Mannheim 1909)
- Coeur-As (wyst. Drezno 1913)
- Nadja (wyst. Kassel 1931)

### Operetki
- Der Vielgeliebte (wyst. Berlin 1919)
- Wenn Liebe erwacht (wyst. Berlin 1920)
- Vetter aus Dingsda (wyst. Berlin 1921)
- Die Ehe im Kreise (wyst. Berlin 1921)
- Verliebte Leute (wyst. Berlin 1922)
- Casino-Girl (wyst. Berlin 1923)
- Die hellblauen Schwestern (wyst. Berlin 1925)
- Riki-Tiki (wyst. Londyn 1926)
- Lady Hamilton (wyst. Wrocław 1926)
- Die blonde Liselott (wyst. Altenburg 1927, wersja zrewid. pt. Liselott wyst. Berlin 1932)
- Die singende Venus (wyst. Wrocław 1928)
- Die Tenor der Herzogin (wyst. Praga 1931)
- Glückliche Reise (wyst. Berlin 1932)
- Die Fahrt in die Jugend (wyst. Zurych 1933)
- Die lockende Flamme (wyst. Berlin 1933)
- Klein Dorrit (wyst. Szczecin 1933)
- Liebe ohne Grenzen (wyst. Wiedeń 1934)
- Herz über Bord (wyst. Zurych 1935)
- Die grosse Sünderin (wyst. Berlin 1935)
- Zauberin Lola (wyst. Dortmund 1937)
- Hochzeit in Samarkand (wyst. Berlin 1938)
- Der grosse Name (wyst. Düsseldorf 1938)
- Die Wunderbare (wyst. Fürth 1941)
- Traumland (wyst. Drezno 1941)
- Hochzeit mit Erika (wyst. Düsseldorf 1949)

### Musicale
- The Love Song (wyst. Broadway 1925)
- Mayflowers (wyst. Broadway 1925)

### Singspiele
- Das Dorf ohne Glocke (wyst. Berlin 1919)